# Modalnost
Modalnost je kategorija jezičkog značenja koja je u vezi sa iskazivanjem mogućnosti i neophodnosti. Tako, na primer, rečenica Pera je možda kod kuće kaže da postoji mogućnost da je Pera kod kuće, dok rečenica Pera mora da je kod kuće kaže da je neophodno da je Pera kod kuće.

## Jezička sredstva za iskazivanje modalnosti
Modalnost u jeziku mogu iskazivati, između ostalih, sledeća jezička sredstva: modalni glagoli (u srpskom jeziku morati, moći, trebati, u engleskom jeziku must, can, might); modalni prilozi (u engleskom maybe, possibly), odn. u srbističkoj terminologiji modalne rečce (možda, valjda); modalne imenice i pridevi (u srpskom mogućnost i moguć, u engleskom possibility i possible); pridevski sufiksi (u srpskom se npr. -iv može smatrati modalnim: uporediv = ‘koji se može porediti’).

Modalnost može biti i inherentna, npr. Ovaj auto ide 100 km na sat zapravo znači Ovaj auto može da ide 100 km na sat.
Modalna značenja iskazuju se i kroz druge srodne i povezane kategorije, poput vremena, aspekta, kondicionala, generičnosti itd.. U srpskom jeziku, prema P. Piperu, jezgro modalnosti čini kategorija glagolskog načina. Tako se npr. potencijalom iskazuje veliki broj modalnih značenja, koja se u najširem smislu podvode pod pojam mogućnosti, npr.: Drukčije mi ne bi verovali (Lalić).

## Klasifikacije modalnih značenja
U literaturi postoji mnogo različitih klasifikacija modalnosti. Tako se npr. prema Von Fintelu mogu razlikovati sledeća modalna značenja:
(a) Epistemička modalnost – iskazivanje mogućnosti ili neophodnosti uzimajući u obzir ono što je poznato, odn. neki dostupni dokaz:

(1) Mora da pada kiša (kažemo nakon što smo videli da ljudi na ulici nose kišobrane).

(b) Aletička (logička / metafizička) modalnost – iskazuje mogućnost ili neophodnost u najširem smislu. Prema D. Kristalu, aletički modalitet tiče se nužne ili kontingentne istine u propozicijama, kao Lajonsovom primeru:

(2) Alfred je neženja; dakle on mora da je neoženjen.

(c) Okolnosna modalnost – iskazivanje mogućnosti / neophodnosti uzimajući u obzir skup okolnosti:

(3) Ne mogu sad da dođem kod tebe (ono što me sprečava su date okolnosti: npr. loše je vreme, ili trenutno imam goste, ili šta god drugo).

(4) Moram da kinem (s obzirom na to u kakvom mi je trenutno stanju nos).

(d) Deontička modalnost – iskazivanje mogućnosti ili neophodnosti uzimajući u obzir zakone, pravila, moralne principe i sl.:

(5) Posete se moraju završiti do 10 (pravila bolnice).

(e) Buletička modalnost – iskazivanje mogućnosti ili neophodnosti uzimajući u obzir želje:

(6) Moraš da odeš na spavanje za 10 minuta! (strogi otac detetu).

(f) Teleološka modalnost – iskazivanje mogućnosti ili neophodnosti uzimajući u obzir postizanje određenog cilja:

(7) (Da bi stigla kući na vreme) moraš da uzmeš taksi.

Vrste modalnosti (b)–(f) u literaturi se nazivaju „korenskom“ modalnošću i po svojim osobinama se suprotstavljaju epistemičkoj modalnosti (a). Prema V. Hacquard (2011), ove dve osnovne vrste modalnosti razlikuju se po hijerarhiji, jer je epistemička modalnost generisana na višem nivou u hijerarhijskoj jezičkoj strukturi od korenske. Jedan od dokaza je različita interakcija sa vremenom. U slučaju epistemičke modalnosti događaj se evaluira sa stanovišta trenutka govora, a u slučaju korenske modalnosti sa stanovišta vremena upotrebljenog u rečenici. Tako primer John had to be home može imati korensku (deontičku) interpretaciju, koja govori o prošloj obavezi (npr. morao je biti kod kuće, jer je to bila njegova dužnost), dok epistemička interpretacija podrazumeva zaključak na osnovu onoga što nam je sada poznato (npr. po svemu što sada dok o tome govorimo znamo, Džon je bio kod kuće). U srpskom jeziku ove dve interpretacije bile bi različito iskazane – deontička sa glagolom morati u prošlom vremenu (Džon je morao da bude kod kuće), a epistemička sa oblikom mora (Mora da je Džon bio kod kuće). Prema A. Kracer (A. Kratzer), korenska modalnost se od epistemičke razlikuje po modalnoj bazi (modal base) – korenska ima okolnosnu modalnu bazu, a epistemička epistemičku (o čemu će biti reči u narednim odeljcima).

## Modalnost i semantika mogućih svetova
Semantika mogućih svetova je teorija koja podrazumeva postojanje mnoštva različitih svetova, među kojima je i naš. Iako se semantičari mogućih svetova uglavnom slažu da se umesto našeg, odnosno ovog i ovakvog sveta mogu (ili su mogli) da postoje drugi i drugačiji svetovi, oko ontološkog statusa samih svetova postoje neslaganja. Modalni realizam (D. Lewis) podrazumeva da su svi svetovi jednaki, tj. potpuno realni, dok npr. umereni realisti podrazumevaju da je realan samo naš svet. Prema pristupu modalnosti u semantici mogućih svetova, modalni izrazi izražavaju kvantifikaciju nad mogućim svetovima. Modali koji iskazuju mogućnost izjednačavaju se sa egzistencijalnim kvantifikatorima, dok se modali koji iskazuju neophodnost izjednačavaju sa univerzalnim kvantifikatorima nad mogućim svetovima. Drugim rečima, ako je nešto moguće, to znači da postoje svetovi u kojima to jeste tako, a ako je nešto neophodno, onda je svaki svet takav da je u njemu tako. Svetovi, tj. skupovi svetova nad kojima se vrši kvantifikacija određeni su relacijama pristupačnosti (aksesibilnosti) iz sveta evaluacije (tj. sveta u kome se data rečenica evaluira, što je obično aktuelni svet). Kad je reč o epistemičkoj modalnosti, relacija pristupačnosti određena je našim znanjem, tj. dostupnim dokazima u svetu evaluacije. Deontička modalnost kvantifikuje nad svetovima koji zadovoljavaju određene zakone (principe, moral i sl.) u svetu evaluacije, buletička modalnost kvantifikuje nad svetovima koji su u skladu sa ličnim željama u svetu evaluacije itd. Tako u primeru (1) modalni glagol mora, tj. modalni operator 'neophodno' kvantifikuje nad svim svetovima koji su u skladu sa dostupnim dokazima, tj. nad svim svetovima u kojima ljudi nose kišobrane. (1) je tačno ako je tačno da u svim svetovima u kojima ljudi nose kišobrane pada kiša (uzimajući u obzir odgovarajući kontekst).

### Pristup A. Kracer (A. Kratzer)
Prema prvobitnom pristupu A. Kracer (A. Kratzer), modalna značenja su relaciona i zavise od konverzacione baze (conversational background). Konverzaciona baza je predstavljena kao funkcija od mogućih svetova ka skupu propozicija. Taj skup propozcija predstavlja informacije, činjenice, pravila itd. prema kojima se određuje značenje modala. Pogledajmo primer (8):
(8) Meri mora da je krivac. [Kontekst: razgovaramo o skorašnjem zločinu]
U našem svetu važe sledeće činjenice u vezi sa ovim zločinom: zločin je počinjen juče; Meri nema nikakav alibi; ima dobar motiv; niko drugi nema dobar motiv za ovaj zločin itd. Sve ove propozicije zajedno čine skup činjenica koje su nam poznate u našem svetu – konverzacionu bazu. Ovaj skup činjenica je kontingentan: stvari su mogle biti drugačije: npr. Meri je mogla imati alibi, neko drugi, npr. Paul, mogao je imati motiv itd. Prema tome, ono što je poznato u našem svetu može biti drugačije od onoga što je poznato u nekom drugom svetu. Dakle, konverzaciona baza zadaje (različit) skup propozicija svakom svetu u datom domenu. Modalni iskazi tipa 'mora p ' ili 'može p ' (pri čemu je p propozicija) tačni su u odnosu na konverzacionu bazu ako i samo ako je p tačno u svim (za 'mora' p) ili nekim (za 'može p ') svetovima u kojima su propozicije konverzacione baze tačne. Iskaz u primeru (8) je, dakle, tačan ako i samo ako je tačno da je Meri krivac u svim svetovima u kojima važe propozicije iz konverzacione baze.
Međutim, ovakav pristup nije mogao da objasni primere poput (9):
(9) Džon mora da ide u zatvor.
(9) kaže da u svim svetovima u kojima se poštuje zakon, Džon ide u zatvor. Međutim, u svim svetovima u kojima je zakon poštovan, nema ubistava: kako možemo pričati o svetovima u kojima se zakon poštuje ako je zakon prekršen? Ovaj paradoks nastaje ako se na istom nivou posmatraju činjenica da je Džon počinio ubistvo i sadržaj zakona. Da bi rešila ovu situaciju, Kratzer predlaže da modali nisu relativni u odnosu na jednu konverzacionu bazu, već u odnosu na dve: prva je modalna baza (modal base), i sačinjena je od skupa činjenica, koje su uvek konzistentne (u navedenom primeru to je činjenica da je Džon počinio ubistvo). Druga konverzaciona baza jeste izvor redosleda (ordering source) – sačinjena od skupa ideala, moralnih, ili nekih drugih, koji mogu, ali ne moraju biti konzistentni – koja rangira svetove modalne baze, tj. nameće redosled među njima. Sada se modali definišu kao kvantifikatori nad najboljim svetovima modalne baze, uzimajući u obzir izvor redosleda. Kako ističe Kracer, uslovi za neophodnost su sada slabiji, jer više nije neophodno da propozicija bude tačna u svim pristupačnim svetovima, već je dovoljno da bude tačna u najbližim mogućim svetovima (u smislu ideala). Način na koji se vrši rangiranje među svetovima može se objasniti kroz sledeći primer. Zamislimo dva sveta, u i z, u kojima je Džon počinio ubistvo. U svetu u Džon ide u zatvor, dok u svetu z Džon ne ide u zatvor. Neka deontički izvor uređivanja podrazumeva dve propozicije (a) ubistvo je zločin i (b) ubice idu u zatvor. Jasno je da oba sveta narušavaju (a). Međutim, svet u je bliži idealu nego svet z, pošto je u u skladu sa (b), za razliku od z. Zato u primeru (9) modalni operator 'mora' ne kvantifikuje nad svim svetovima u kojima je Džon počinio ubistvo, već nad najboljim svetovima, tj. onima u kojima je počinio ubistvo i ide u zatvor.
Novi pristup A. Kracer (A. Kratzer) omogućio je i razmatranje modalnosti kao skalarnog domena, kao u primeru (10):
(10) Pre može biti da je Meri ubica, nego Džon.
Iako činjenice u svetu evaluacije mogu ukazivati i na mogućnost da je Meri ubica i na mogućnost da je Džon ubica (npr. pronađeni otisci prstiju oboje), svetovi u kojima je Meri ubica mogu biti rangirani kao bliži idealu na osnovu izvora redosleda, koji kaže npr. da se ubistva čine sa motivom, a Meri je ta koja je imala motiv, ali ne i Džon.
Dakle, prema novijem pristupu A. Kracer (A. Kratzer), značenje modala se interpretira kroz uzajamno dejstvo tri faktora (1) modalne baze; (2) izvora redosleda; (3) kvantifikacione snage (neophodnost, mogućnost, prelazi između njih, poput male verovatnoće i sl.). 
Epistemička modalnost ima epistemičku modalnu bazu, dok je izvor redosleda obično zasnovan na verodostojnosti ili stereotipičnosti (ili ga uopšte nema). Tako u pr. (1), ovde ponovljenom kao (11), modalnu bazu predstavljaju neosporive činjenice (ljudi nose kišobrane), dok je izvor redosleda zasnovan na našim očekivanjima (očekujemo da ljudi nose kišobrane kada pada kiša).
Korenska modalnost ima okolnosnu modalnu bazu. U (12) izvor redosleda je prazan, u (13) je teleološki (npr. strog roditelj detetu), u (14) buletički (u skladu sa nečijom željom) itd. 
(11) Mora da pada kiša.
(12) Svi moramo da umremo.
(13) Moraš da se vratiš sa žurke do 2. 
(14) Moram da imam tu sliku. 
Kada se govori o korenskoj modalnosti čiji je izvor uređivanja prazan, uobičajeno je da okolnosti (u najširem smislu) omogućuju događajima da se dogode, ili ih sprečavaju, kao u (15). Samo u nekolikom slučajevima podrazumeva se neophodnost, kao u (12) i sl. primerima (Moramo da dišemo, Moramo da spavamo itd.).
(15) Ova šolja može da se polomi (npr. od krhkog je materijala).

## Drugi pristupi modalnosti

### Modalnost kao govornikov stav prema propoziciji
Neki autori modalnost definišu kao govornikov stav prema propoziciji, odn. stanju stvari, pri čemu se u svakom iskazu razlikuje ono što je rečeno (diktum) i način na koji je rečeno (modus). Na primer, u rečenicama Mislim da pada kiša, Verovatno pada kiša, Nadam se da će padati kiša diktum je ‘Pada kiša’, a ostalo je modus. Modalnosti se slično pristupa i u srbistici. Tako P. Piper modalnost definiše kao kvalifikaciju koju govorno lice daje o svom iskazu i/ili situaciji koja je njome označena. Po ovoj definiciji, modalnost je sastavni deo sadržaja svake rečenice, pri čemu se osnovna razlika pravi između situacije predstavljene kao realne (Pera piše / Pera je pisao) i situacije predstavljene kao irealne (Pera bi pisao / Pera može da piše / Pero, piši!).

### Modalnost u kognitivnoj semantici
U jednom od pristupa u kognitivnoj semantici (L. Talmy) modali se razmatraju kao kategorija dinamike sila. Pomoću modalnih glagola neke međuljudske interakcije ostvarive isključivo u komunikaciji mogu se metaforički predstaviti kao sila ili pritisak kojim pojedinac ili grupa deluju jedni na druge. Tako je npr. modalnim glagolom morati u rečenici Moraš da ideš u školu predstavljen jedan od obrazaca dinamike sila među učesnicima u komunikaciji, obrazac „uzrokovanja“. Prema ovom obrascu, subjekat je agonist, čija je želja (neka vrsta težnje) da učini suprotno od onoga što je označeno predikatom. Implicitno postoji i antagonist (npr. roditelj) koji vrši psihološki pritisak na agonista da izvrši neželjenu radnju. Modalni glagol smeti u rečenici Smeš da ideš na igralište prikazuje obrazac „dopuštanja“: sada subjekat – agonist teži ka izrečenoj radnji, koju je mogao da spreči implicitno snažniji antagonist (npr. opet roditelj), ali ta potencijalna prepreka nije uspostavljena.

## Modalnost i srodne kategorije
Kategorija modalnosti je blisko povezana sa mnogim kategorijama, među kojima su, između ostalih, vreme, modus, evidencijalnost. Tako je, npr., futur blisko povezan sa modalnošću, jer označava događaje koji se tek imaju ostvariti, i koji stoga nisu „realni“ kao prošli ili sadašnji. Modalnost i modus (mood) često se u preglednim enciklopedijama razmatraju zajedno Prema Palmeru, modus je morfološka kategorija, jedan od načina na koji modalnost – kao semantička kategorija – može biti iskazana. Jedan od tipičnih primera je postojanje razlike između indikativnog i subjunktivnog modusa u romanskim jezicima – recimo u italijanskom jeziku, u kome se uz glagole govorenja upotrebljava indikativ, dok se uz glagole za iskazivanje stava (tipa verovati) upotrebljava subjunktiv. Evidencijalnost se često povezuje sa epistemičkom modalnošću. Evidencijalnost je gramatička kategorija kojom se označava izvor informacije (npr. da li je govornik video, čuo, ili posredno zna ono što iskazuje rečenicom), ali ona ne uzima u obzir istinitost propozicija. Dakle, dok je primarna funkcija evidencijalnosti da „klasifikuje“ izvore informacija, epistemička modalnost je u vezi sa vrednovanjem istinitosti propozicija uzimajući u obzir mogućnosti dostupne na osnovu nekakvih dokaza. Ipak, evidencijelna značenja mogu biti implicirana upotrebom modala. Npr. u rečenici Mora da pada kiša upotreba modalnog glagola eliminiše mogućnost da govornik ima direktan uvid u stanje stvari, inače bi jednostavno rekao: Pada kiša. Takođe, upotreba određenih evidencijalnih markera može implicirati govornikovu uverenost u istinitost propozicije: evidencijali koji označavaju direktan uvid u stanje stvari (tipično vizuelan dokaz) mogu implicirati da je govornik uveren u tačnost izrečenog.
1. 1 2 3 4 5 6 7  K. von Fintel (2005).  D. Borchert, ур. "Modality and language", in Encyclopedia of Philosophy. Macmillan Reference.
2. 1 2 3  P. Portner (2009). Modality. Oxford: Oxford University Press.
3. 1 2 3 4 5 6 7  A. Kratzer (2012). Modals and Conditionals: New and Revised Perspectives. Oxford: Oxford University Press.
4. 1 2  П. Пипер (2005). "Семантичке категорије у простој реченици: синтаксичка семантика", у Синтакса савременога српског језика (проста реченица). Београд, Нови Сад: Институт за српски језик САНУ, Београдска књига, Матица српска.
5. ↑  С. Танасић (2005). "Синтакса глагола", у Синтакса савременога српског језика (проста реченица). Београд, Нови Сад: Институт за српски језик САНУ, Београдска књига, Матица српска.
6. ↑  D. Kristal (1985). Enciklopedijski rečnik moderne lingvistike. Beograd: Nolit.
7. ↑  „What is alethic modality?”. sil.org. Архивирано из оригинала 12. 10. 2016. г. Приступљено 23. 10. 2016.
8. 1 2 3  V. Hacquard (2011).  K. von Heusinger; C. Maienborn; P. Portner, ур. "Modality", in Semantics (An International Handbook of Natural Language Meaning (vol. 2)|format= захтева |url= (помоћ). De Gruyter Moution.
9. 1 2  V. Nocić; J. Nocić (2013). „Modalna logika i logika fikcije”. Theoria. 56.4.
10. ↑  F. Kiefer (1999).  K. Brown, ур. "Modality". In Concise Encyclopedia of Grammatical Categories. Elsevier.
11. ↑  L. Talmy (2011).  K, von Heusinger; C. Maienborn; P. Portner, ур. Cognitive semantics: An overview, in Semantics (An International Handbook of Natural Language Meaning). De Gruyter Moution.
12. 1 2 3  F. Palmer (1999).  K. Brown, ур. "Mood and Modality: Basic Principles", in Concise Encyclopedia of Grammatical Categories. Elsevier.
13. ↑  D. P. Ziegeler (2006).  K. Brown, ур. "Mood and modality in grammar", in Encyclopedia of Language and Linguistics. Elsevier.
14. ↑  A. Aikhenvald (2004). Evidentiality. Oxford: Oxford University Press.

- Vrste modalnosti (Stenfordova enciklopedija)
- Mogući svetovi (Stenfordova enciklopedija)
- Modalna logika (Stenfordova enciklopedija)